# Dominik Takáč
Dominik Takáč (* 12. ledna 1999, Galanta) je slovenský fotbalový brankář a bývalý mládežnický reprezentant, od července 2024 hráč slovenského klubu ŠK Slovan Bratislava.

## Klubová kariéra
Svoji fotbalovou kariéru začal ve Slovanu Galanta, odkud v mládeži zamířil do Spartaku Trnava.

### FC Spartak Trnava
V průběhu jara 2016 se propracoval do seniorské kategorie Spartaku, kde nejprve byl na lavičce rezervy a následně za ni odchytal několik utkání. 
Od jarní části sezony 2017/18 byl jako náhradní golman součásti áčka, které právě na jaře 2018 získalo ligový titul. 1. května 2019 vybojovala Trnava ve finále po výhře po penaltovém rozstřelu nad mužstvem MŠK Žilina domácí pohár, Takáčovi zisk této trofeje také náleží, jelikož tehdy byl součástí družstva. Debut v prvním týmu absolvoval 24. května 2019 ve 32. kole, kdy v souboji s klubem AS Trenčín vychytal čisté konto a se spoluhráči remizovali se soupeřem doma v poměru 0:0. V průběhu jarní části ročníku 2020/21 se stal prvním brankářem Spartaku Trnava.

#### Sezóna 2021/22
V létě 2021 podepsal s vedením stejně jako jeho tehdejší brankářský kolega Ľuboš Kamenár novou smlouvu. Se Spartakem postoupil přes maltský tým Mosta FC (prohra 2:3 venku a výhra 2:0 doma) a celek Sepsi OSK z Rumunska (remíza 0:0 doma a výhra 2:1 po prodloužení venku) do třetího předkola Evropské konferenční ligy UEFA 2021/2022, kde se spoluhráči vypadli po domácí remíze 0:0 a prohře 0:1 venku s izraelským mužstvem Maccabi Tel Aviv FC. V jarní části sezony 2021/2022 získal s trnavským klubem Slovenský pohár.

#### Sezóna 2022/23
Na podzim 2022 vybojoval se spoluhráči postup přes tým Newtown AFC z Walesu (výhry 4:1 doma a 2:1 venku) postup do třetího předkola Evropské konferenční ligy UEFA 2022/2023, kde vypadli s polským mužstvem Raków Częstochowa po prohrách 0:2 doma a 0:1 venku. Se Spartakem obhájil 1. května 2023 domácí pohár. V něm v tomto ročníku byl jako náhradní brankář, kdy odchytal pouze minutu, když střídal v 91. minutě v osmifinále se Zemplínem Michalovce golmana Martina Vantrubu.

#### Sezóna 2023/24
S Trnavou postoupil na podzim 2023 přes celek FK Auda z Lotyšska (remíza 1:1 venku a výhra 4:1 doma), polský klub Lech Poznań (prohra 1:2 venku a výhra 3:1 doma) a tým SK Dnipro-1 z Ukrajiny (remíza 1:1 doma a výhra 2:1 po prodloužení venku) z druhého předkola až do skupinové fáze Evropské konferenční ligy UEFA 2023/2024. Se spoluhráči byli zařazení do základní skupiny H, kde v konfrontaci se soupeři: PFK Ludogorec Razgrad (Bulharsko), Fenerbahçe SK (Turecko) a FC Nordsjælland (Dánsko) skončili se ziskem jednoho bodu na čtvrtém místě tabulky. Za sezonu 2023/2024 Niké ligy byl zvolen nejlepším golmanem soutěže. V květnu 2024 v Trnavě po vypršení kontraktu skončil.

### ŠK Slovan Bratislava
Na začátku sezony 2024/25 zamířil jako volný hráč do konkurenčního Slovanu Bratislava, se kterým uzavřel tříletou smlouvu. V mužstvu po letním odchodu Milana Borjana rozšířil konkurenci na pozici brankáře. Se Slovanem postoupil na podzim 2024 přes klub NK Celje ze Slovinska (remíza 1:1 venku a výhra 5:0 doma), tým APOEL FC z kyperského města Nikósie (výhra 2:0 doma a remíza 0:0 venku) a celek FC Midtjylland z Dánska (remíza 1:1 venku a výhra 3:2 doma) do hlavní části Ligy mistrů UEFA 2024/2025, do které se bratislavské mužstvo dostalo poprvé ve své historii. V ligové fázi tehdy hrající se novým formátem se se spoluhráči střetli s kluby Manchester City FC (Anglie) - (prohra 0:4 doma), FC Bayern Mnichov (Německo) - (prohra 1:3 venku), Atlético Madrid (Španělsko) - (prohra 1:3 venku), AC Milán (Itálie) - (prohra 2:3 doma), GNK Dinamo Záhřeb (Chorvatsko) - (prohra 1:4 doma), Celtic FC (Skotsko) - (prohra 1:5 venku), VfB Stuttgart (Německo) - (prohra 1:3 doma) a Girona FC (Španělsko) - (prohra 0:2 venku) a v konečné tabulce složené ze všech týmů postoupivších do ligové fáze skončili na 35. místě a do vyřazovací fáze nepostoupili. Celkem v tomto ročníku pohárové Evropy odchytal Takáč 14 zápasů a vychytal v nich tři čistá konta, konkrétně v odvetě s Celje a obou duelech s APOELem. 
Ligovou premiéru v dresu Slovanu si připsal 14. září 2024 proti mužstvu FC DAC 1904 Dunajská Streda při výhře 2:1 na hřišti soupeře. Svoji první nulu v sezoně si připsal proti svému bývalému zaměstnavateli Spartaku Trnava při vítězství 1:0. Podruhé v ročníku vychytal čisté konto 5. dubna 2025 proti klubu MŠK Žilina při výhře 5:0. Na jaře 2025 vybojoval se Slovanem Bratislava po domácí výhře 4:3 nad celkem MŠK Žilina sedmý ligový titul v řadě. Svůj třetí shout out v sezoně zaznamenal ve 32. kole při výhře 1:0 nad týmem FC Košice.

## Klubové statistiky
Aktuální k 18. květnu 2025
| Sezona    | Klub                 | Soutěž       | Zápasy | Góly | Nuly |
| --------- | -------------------- | ------------ | ------ | ---- | ---- |
| 2015/2016 | FC Spartak Trnava B  | DOXXbet liga | 0      | 0    | 0    |
| 2016/2017 | FC Spartak Trnava B  | DOXXbet liga | 2      | 0    | 0    |
| 2017/2018 | FC Spartak Trnava    | Fortuna liga | 0      | 0    | 0    |
| 2018/2019 | FC Spartak Trnava    | Fortuna liga | 1      | 0    | 1    |
| 2019/2020 | FC Spartak Trnava    | Fortuna liga | 2      | 0    | 2    |
| 2020/2021 | FC Spartak Trnava    | Fortuna liga | 7      | 0    | 4    |
| 2021/2022 | FC Spartak Trnava    | Fortuna liga | 29     | 0    | 18   |
| 2022/2023 | FC Spartak Trnava    | Fortuna liga | 23     | 0    | 7    |
| 2023/2024 | FC Spartak Trnava    | Niké liga    | 30     | 0    | 14   |
| 2024/2025 | ŠK Slovan Bratislava | Niké liga    | 23     | 0    | 3    |
| 2025/2026 | ŠK Slovan Bratislava | Niké liga    |        |      |      |